# Мартьянов, Владимир Иванович
Владимир Иванович Мартьянов — старший лейтенант Вооружённых Сил СССР, участник войны в Афганистане, погиб при исполнении служебных обязанностей, кавалер ордена Красной Звезды (посмертно).

## Биография
Владимир Иванович Мартьянов родился 4 сентября 1951 года в селе Новосерафимовка Кантского района Киргизской Советской Социалистической Республики. 4 ноября 1972 года был призван на службу в Вооружённые Силы СССР Зейским городским военным комиссариатом Амурской области. В 1977 году Мартьянов окончил Новосибирское высшее военно-политическое общевойсковое училище.
К концу 1970-х годов Мартьянов служил секретарём комитета комсомола 350-го гвардейского парашютно-десантного полка 103-й гвардейской воздушно-десантной дивизии. В составе своей части он в декабре 1979 года был направлен в состав ограниченного контингента советских войск в Демократическую Республику Афганистан.
Активно участвовал в боевых действиях против формирований моджахедов. Исключительно положительно характеризовался по службе как грамотный политработник и мужественный офицер, личным примером увлекающий на выполнение поставленных задач личный состав подразделения.
14 апреля 1980 года во время очередной боевой операции под городом Джелалабадом старший лейтенант Владимир Иванович Мартьянов погиб.
Похоронен на новом кладбище в городе Бийске Алтайского края.

## Память
- В честь Мартьянова назван переулок в городе Бийске Алтайского края.(ранее именовавшийся переулком "Линейный")